# Francisco Cantón Rosado

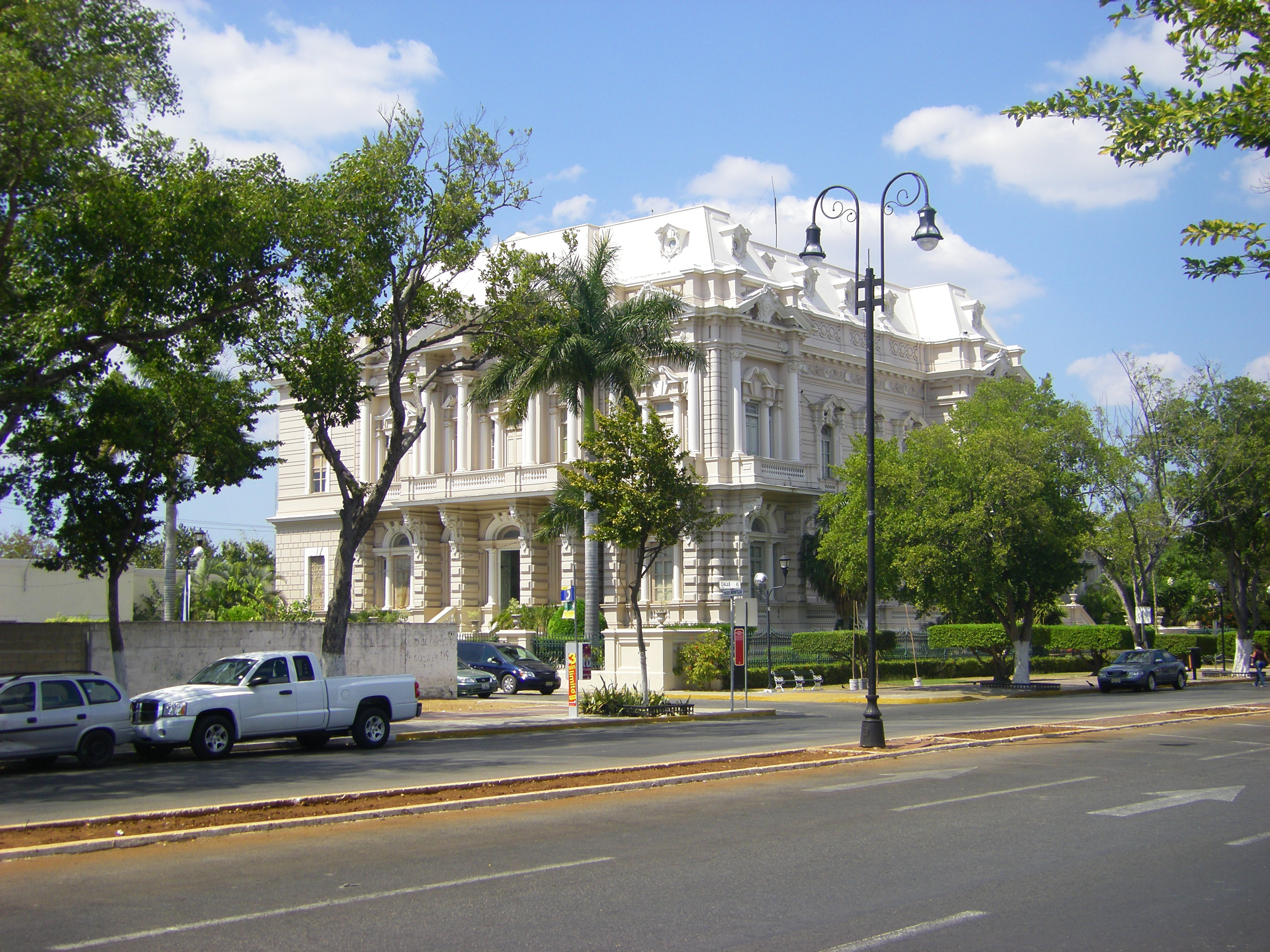
Mansión que fue residencia del general Francisco Cantón Rosado y más tarde de su hijo, homónimo. En la actualidad el denominado Palacio Cantón en el Paseo de Montejo de Mérida alberga al Museo Regional de Antropología de Yucatán

Francisco Cantón Rosado (2 de abril de 1833 - 30 de enero de 1917) fue un político conservador y militar mexicano, nacido en Valladolid, Yucatán. Gobernador del estado de Yucatán de 1898 a 1902. Desde los 16 años de edad combatió en la denominada guerra de Castas en contra de los indígenas mayas insurrectos. Apoyó al imperio de Maximiliano en contra de las fuerzas republicanas de Benito Juárez. Años después, en 1876,  apoyó al Plan de Tuxtepec proclamado por Porfirio Díaz.

## Datos biográficos
Se enlistó muy joven en las fuerzas militares. A los 16 años tuvo sus primeros enfrentamientos bélicos con los indígenas mayas insurrectos en el oriente del estado de Yucatán. En 1861, teniendo ya el grado de coronel, se enfrentó a las tropas de Agustín Acereto, gobernador liberal de Yucatán que fue depuesto y sacrificado por Liborio Irigoyen ese mismo año. Durante los años de 1865 a 1867 continuó la lucha contra los mayas distinguiéndose en dos cruentas batallas, la de Dzonot y la de Majas, obteniendo la Cruz de la Orden de Guadalupe por sus acciones en el primer caso.
La ocupación francesa de México fue apoyada por los conservadores yucatecos, entre los cuales destacaron el entonces gobernador Felipe Navarrete , el general Francisco Cantón Rosado y el general Teodosio Canto, quienes sometieron a los liberales de Campeche. Mientras duró el imperio (1864-1867), el territorio campechano fue reintegrado temporalmente a Yucatán. 
Durante el imperio de Maximiliano, cuando las tropas republicanas capitaneadas por Manuel Cepeda Peraza sitiaron la ciudad de Mérida, capital del estado de Yucatán, Cantón organizó en el oriente una fuerza de 500 hombres para acudir en auxilio de los sitiados, tomando para ello la plaza de Izamal y entrando a Mérida el 4 de junio de 1867. El delegado imperial, sin embargo, capituló la plaza y todos los jefes imperialistas (entre ellos Cantón Rosado) fueron exiliados a La Habana, Cuba.
Poco más tarde, enfermo Manuel Cepeda Peraza, es derrocado, lo que permitió regresar a Francisco Cantón con la intención manifiesta de hacerse proclamar gobernador del estado. El gobierno federal de México lo impidió enviando tropas a Yucatán y apresando a Cantón, quien es entonces sentenciado a muerte. Sus familiares y numerosos seguidores se movilizaron para impedir su fusilamiento, logrando que fuera enviado a la Ciudad de México para ser juzgado por un consejo de guerra, mismo que finalmente lo absolvió.
En 1876 el general Teodosio Canto encabezó un movimiento armado en Yucatán que apoyó al plan de Tuxtepec mediante el cual Porfirio Díaz pretendió derrocar al presidente Sebastián Lerdo de Tejada. Cantón y Canto lograron incorporarse a las filas liberales y el perdón por su anterior participación en el imperio y por sus frecuentes levantamientos en favor de los conservadores. Junto con el general Teodosio Canto,  Cantón derrotó, en 1876, a las tropas federales en la ciudad de Mérida, poniendo fin al lerdismo en Yucatán.  
Triunfante Díaz, ascendió a Cantón Rosado a general brigadier, el 15 de enero de 1877. Este mismo año fue elegido diputado al Congreso de la Unión, cargo que ejerció por varios periodos.
El año de 1880 obtuvo la concesión para explotar la línea de ferrocarril Mérida - Valladolid, misma que vendió para permitir la formación de los Ferrocarriles Unidos de Yucatán.
Fue elegido gobernador del estado de Yucatán y el 1 de febrero de 1898 tomó posesión del cargo que ejerció hasta 1902. El año de 1901 colaboró con el ejército federal en la terminación de la guerra de castas apoyando la toma de Bacalar y de Chan Santa Cruz por parte de las tropas federales comandadas respectivamente por Ángel Ortiz Monasterio e Ignacio A. Bravo.
Su administración fue caracterizada por importantes obras materiales en el estado. En la ciudad de Mérida se modernizó el sistema de transporte público de tranvías. También se le atribuye el haber permitido, sin ejercer acción alguna para impedirlo, la segunda escisión territorial de Yucatán, después de la ocurrida cuando se separó el territorio de lo que en la actualidad es el estado de Campeche, el año de 1858. En efecto, en 1902, 15 días antes de que concluyera el mandato de Cantón Rosado, el gobierno de Porfirio Díaz, creó el territorio federal de Quintana Roo segmentando la porción oriental de Yucatán, territorio que más tarde se convertiría en el estado libre y soberano homónimo.
Al concluir su mandato se retiró a vivir en una mansión que se hizo construir en el corazón de Mérida, en el Paseo de Montejo, denominada Palacio Cantón. Esta casa que fue heredada por su hijo homónimo, en la actualidad es la sede de un importante museo de arqueología y antropología, administrado por el Instituto Nacional de Antropología e Historia. tambien es importante las personajes que abarca toda lo que conlleva una biografia y negocios